# Athanasios IV. Dabbas

Paul Procopius Athanasius III. Dabbas (eigentlich: Pavlos Prokopios Athanasios Dabbas: griechisch Παύλος Προκόπιος Αθανάσιος Δάββας; Πατριάρχης Αθανάσιος Γ΄; * 1647 in Damaskus; † 5. August 1724 in Aleppo, auch: Athanasios IV.) war der letzte Griechische Patriarch von Antiochien vor dem Schisma 1724, durch das die Melkiten sich in die Melkitische Griechisch-katholische Kirche und die Griechisch Orthodoxe Kirche von Antiochia spalteten. Er war kurzzeitig, von 1705 bis 1707, auch regierender Erzbischof von Zypern (Athanasios II.).

## Leben
Paul Dabbas wurde 1647 in Damaskus geboren und erhielt eine Ausbildung an einer Schule der Jesuiten. Er trat in das Kloster Mar Saba ein, wo er zur Priesterweihe den Namen Procopios annahm. Später wurde er als Superior (Hegumen) eines Klosters in Bethlehem berufen. Dann ging er nach Syrien und bemühte sich um eine Ernennung zum Bischof von Aleppo, jedoch ohne Erfolg.
Die Hierarchie der Melkitischen Kirche war in dieser Zeit sehr unstabil. Nach dem Tod von Patriarch Makarios III. Zaim 1672 erhoben verschiedene Parteien Anspruch auf das Amt des Patriarchen: sein Neffe, Konstantinos Zaim, der im Alter von 20 (oder jünger) als Kyrillos V. Zaim eingesetzt wurde, sowie Neophytos von Chios (Νεόφυτος Αντιοχείας), der Neffe des ehemaligen Patriarchen Euthymios III. von Chios (Ευθύμιος Γ΄ Αντιοχείας) und vom Ökumenischen Patriarchen Dionysios IV. (Διονύσιος Δ΄ Μουσελίμης) für das Amt ernannt wurde. 1682 entschied sich jedoch Neophytos von Chios, aufgrund seiner Schulden, auf das Amt zu verzichten. Nur noch Kyrillos V. Zaim war damit Prätendent. Diese Situation hielt jedoch nicht lange an: Der nächste Aspirant auf den Patriarchenthron war nun Paul Dabbas, der von den Franziskanischen Orden unterstützt wurden, die gegen Kyrillos V. Zaim opponierten, weil er offensichtlich Simonie betrieb. Weitere Unterstützung erhielt Dabbas von seinem Onkel mütterlicherseits, Michael Khayat, der großen Einfluss bei der Hohen Pforte besaß. 1685 erwirkte Michael Khayat einen Ferman vom Osmanischen Sultan, durch den Paul Dabbas als Patriarch der Melkitischen Kirche ernannt wurde. Am 5. Juli 1685 wurde Paul Dabbas von Leonce von Saidnaya und zwei weiteren Bischöfen geweiht und als Patriarch inthronisiert mit dem Namen Athanasios III. Die nächsten neun Jahre waren geprägt durch den Konflikt zwischen ihm und dem anderen Anwärter, Kyrillos V. Zaim.
Am 10. April 1687 legte Athanasios III. Dabbas ein katholisches Bekenntnis ab und daraufhin bestätigte am 16. Juni desselben Jahres die römische Kongregation für die Evangelisierung der Völker die Wahl zum Patriarchen. Die Glückwünsche von Papst Innozenz XI. folgten am 10. August. Seitdem betrachtete der Heilige Stuhl Dabbas als legitimen Patriarchen der Melkitischen Kirche.
Der Streit mit Kyrillos V. Zaim endete jedoch erst im Oktober 1694, als die beiden Rivalen zu einer Einigung kamen, nachdem Salmon, ein Jude aus Aleppo, vermittelt hatte. Die Bedingungen der Einigung waren: Athanasius erkannte Kyrillos als Patriarchen an im Austausch gegen 13.000 Écu, die Ernennung auf den Bischofssitz von Aleppo und das Recht der Nachfolge beim Tod von Kyrillos. Diese Vereinbarung wurde 1698 vom Vatikan für nichtig erklärt, welcher weiterhin Athanasius als Patriarchen betrachtete. Von 1700 bis 1704 bereiste Dabbas Osteuropa, um für finanzielle Unterstützung zu werben. Er besuchte insbesondere die Walachei, wo er die Unterstützung von Fürst Constantin Brâncoveanu erhalten konnte. Ende 1705 ließ ihn Patriarch Gabriel III. von Konstantinopel (Γαβριήλ Γ΄) zum Regierenden (proedros πρόεδρος)  Erzbischof von Zypern ernennen, ein Amt, das Athanasios bis 1707 innehatte. Als er nach Aleppo zurückgekehrt war, gründete er mit Hilfe von Abdallah Zakher eine Druckerei.
1716 legte der regierende Patriarch Kyrillos V. Zaim ebenfalls ein Bekenntnis zum katholischen Glauben ab und wurde am 9. Mai 1718 in volle Kirchengemeinschaft mit Rom aufgenommen. Nach Kyrillos' Entscheidung erklärte sich Athanasios selbst für orthodox und führte die orthodoxe Partei an, der er bis zu seinem Tod  treu blieb.
Am 16. Januar 1720 starb Kyrillos V. Zaim und nach einem Versuch des Ökumenischen Patriarchen, einen eigenen Bischof als Patriarch zu installieren, wurde Athanasios letztlich Patriarch von Antiochia und konnte sogar noch den Kandidaten aus Damaskus, den pro-katholischen Euthymios Saifi, einen Freund von Kyrillos Zaim, für sich gewinnen. Während der verbleibenden vier Jahre seines Patriarchats bevorzugte er es, in Aleppo zu leben statt in Damaskus, wo sich der Patriarchensitz befindet. Er starb in Aleppo am 13. Juli 1724.
Dabbas' Nachfolgeprozess offenbarte die Spaltungen in der Melkitischen Kirche zwischen den pro-katholischen und den pro-orthodoxen Parteien sowie zwischen den Gemeinschaften in Damaskus (den Unterstützern von Kyrillos V. Zaim) und in Aleppo (den Unterstützern von Athanasios). Dabbas hatte auf seinem Totenbett den Priester Sylvester (1696–1766) bestimmt, einen streitbaren Verfechter der aleppinischen orthodoxen Partei, während die melkitische Gemeinschaft in Damaskus die formelle Wahl des neuen Patriarchen vorantrieb und den pro-katholischen Kyrillos VI. Tanas wählte. Später erklärte der Patriarch Jeremias III. von Konstantinopel diese Wahl für ungültig, exkommunizierte Kyrillos und ernannte Sylvester zum Patriarchen von Antiochia, und weihte ihn in Istanbul zum Bischof. Diese Spaltung markierte das Schisma zwischen der Griechisch Orthodoxen Kirche von Antiochia und der Melkitischen Griechisch-katholischen Kirche.

## Werke
Dabbas war ein eifriger Schriftsteller und Herausgeber. Sein Hauptwerk Geschichte des Patriarchats von Antiochia von St. Petrus bis 1202 war in zeitgenössischem Griechisch verfasst und übersetzt ins Lateinische. Er gab auch liturgische Texte heraus, wie das Liturgicon 1701 (in der Melkitischen Griechisch-Katholischen Kirche bis 1839 in Gebrauch) und ein Horologion (1702).